# Třída FPB 98
Třída FPB 98 je třída hlídkových lodí vyvinutých francouzskou loděnicí OCEA. Mezi jejich hlavní úkoly patří hlídkování ve výlučné ekonomické zóně země, potírání pirátství a pašeráctví nebo mise SAR. Jejich uživateli jsou Alžírsko, Benin, Nigérie, Surinam a Ukrajina.

## Konstrukce

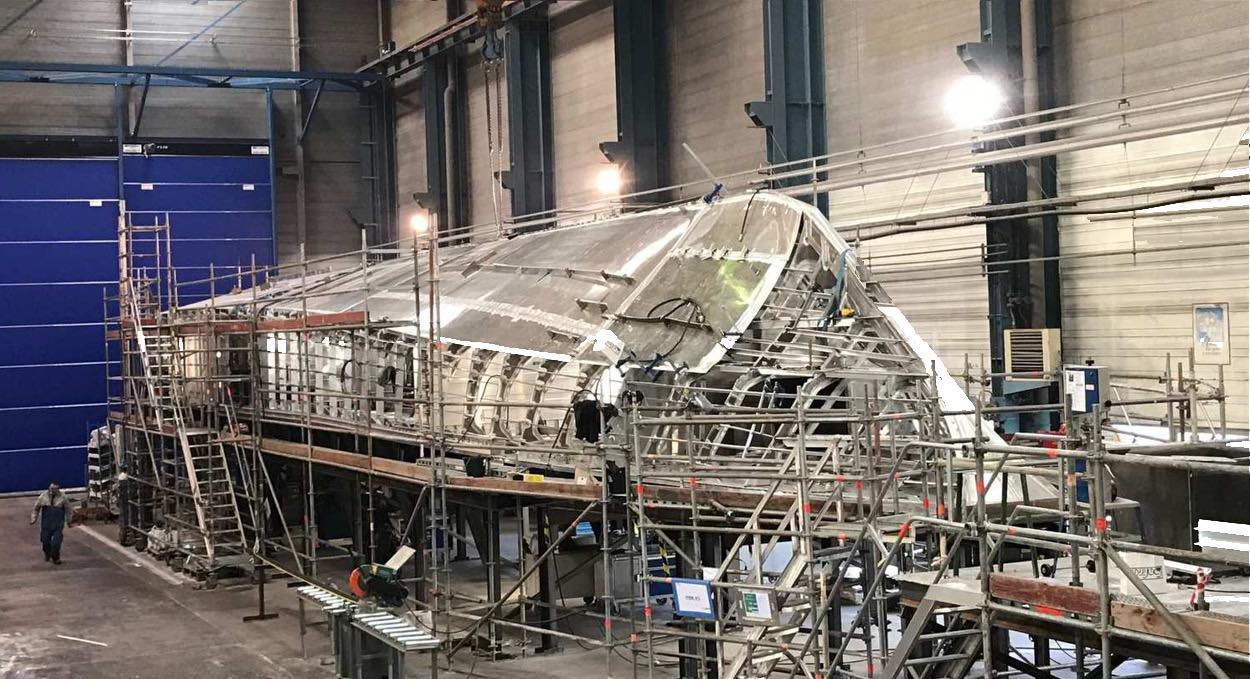
Stavba prvního ukrajinského člunu v loděnici OCEA

Trup a nástavby jsou vyrobeny ze slitin hliníku. V případě ukrajinských FPB 98 posádku tvoří 13 osob, přičemž na palubě jsou kajuty pro dalších šest. Plavidla nesou lehkou výzbroj. Jsou vybavena rychlým člunem RHIB. Pohonný systém tvoří dva diesely, každý o výkonu 1800 hp, pohánějící dvě vodní trysky. Nejvyšší rychlost dosahuje 30 uzlů. Dosah je 1200 námořních mil při rychlosti 12 uzlů.

## Uživatelé

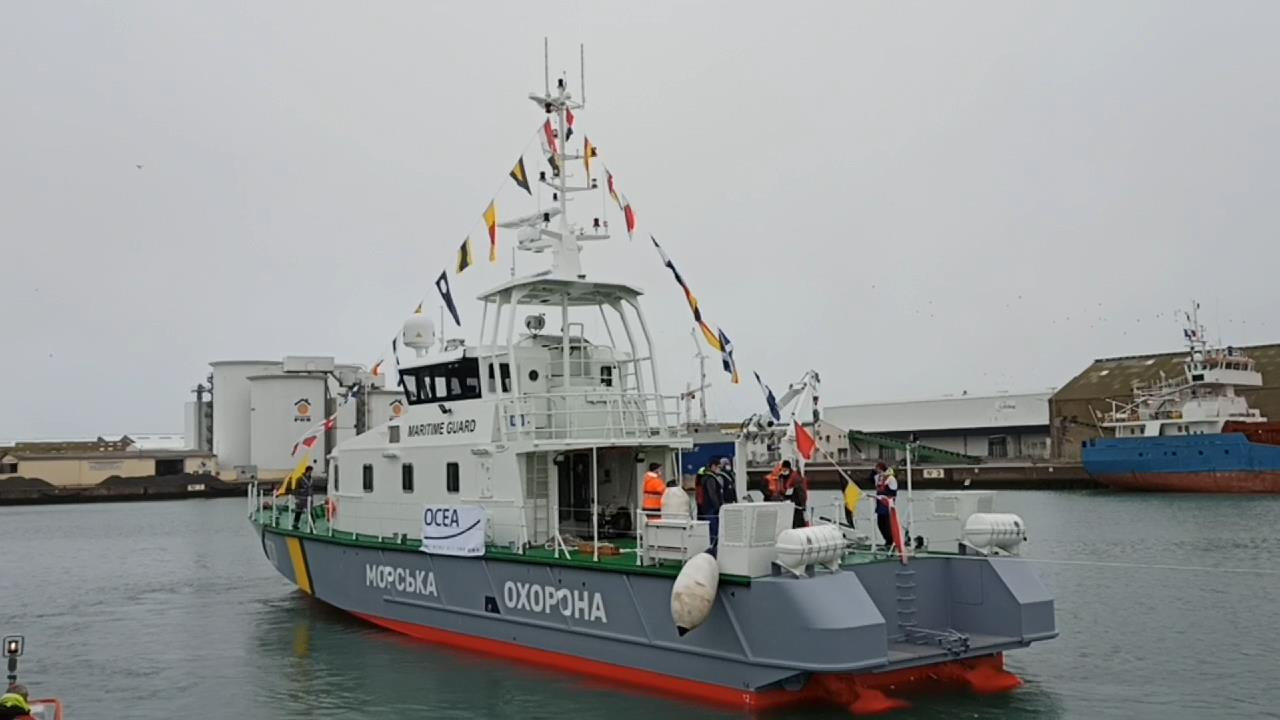
Prototypový ukrajinský člun BG201

- Alžírsko Alžírské námořnictvo – V letech 2008–2012 dodáno 21 ks. Později objednáno dalších 10 kusů. Jejich dodávka začala roku 2019.[2]

- Benin Beninské námořnictvo – Roku 2011 a roku 2012 dodány tři jednotky, pojmenované Alibori (P109), Oueme (P110) a Zou (P111). Jsou vyzbrojeny 30mm kanónem na přídi.[3]

- Nigérie Nigerijské námořnictvo – Roku 2013 dodána jedna jednotka pojmenovaná Dorina (P101)[4] a roku 2024 dvě jednotky pojmenované Chalawa (P195) a Zur (P196).

- Surinam Surinamská pobřežní stráž – Jeden člun SCG Nengrekopoe (P201) byl dodán v červnu 2013.[5]

- Ukrajina Ukrajinská pobřežní stráž – V listopadu 2019 ukrajinská vláda schválila nákup 20 člunů FPB 98 pro pobřežní stráž, která trpí nedostatkem a celkovou zastaralostí svých plavidel. Pět z nich bude postaveno ukrajinskou loděnicí Nibulon v Mykolajivu. Součástí kontraktu je transfer technologií.[6] Prototypový člun BG201 byl na vodu spuštěn 9. prosince 2021.[1]